# Rémalard
Rémalard ist eine Ortschaft und eine ehemalige französische Gemeinde mit zuletzt 1212 Einwohnern (Stand: 2013) im Département Orne in der Region Normandie. Sie gehörte zum Arrondissement Mortagne-au-Perche und zum Kanton Bretoncelles. Die Einwohner werden Rémalardais genannt.
Mit Wirkung vom 1. Januar 2016 wurden die bisherigen Gemeinden Bellou-sur-Huisne, Rémalard und Dorceau zu einer Commune nouvelle mit dem Namen Rémalard en Perche zusammengeschlossen. Den ehemaligen Gemeinden wurde in der neuen Gemeinde der Status einer Commune déléguée nicht zuerkannt. Der Verwaltungssitz befindet sich im Ort Rémalard.

## Geografie
Rémalard liegt im Herzen der Perche und an der Huisne.

## Bevölkerungsentwicklung
| Jahr                       | 1962 | 1968 | 1975 | 1982 | 1990 | 1999 | 2006 | 2013 |
| Einwohner                  | 1190 | 1256 | 1308 | 1302 | 1344 | 1244 | 1257 | 1212 |
| Quellen: Cassini und INSEE |      |      |      |      |      |      |      |      |

## Sehenswürdigkeiten
- Kirche Saint-Germain-d'Auxerre, seit 1930 Monument historique
- Wallburgen (Kastralmotten) in Le Châtellier und in Le Château, beide seit 1994 Monument historique

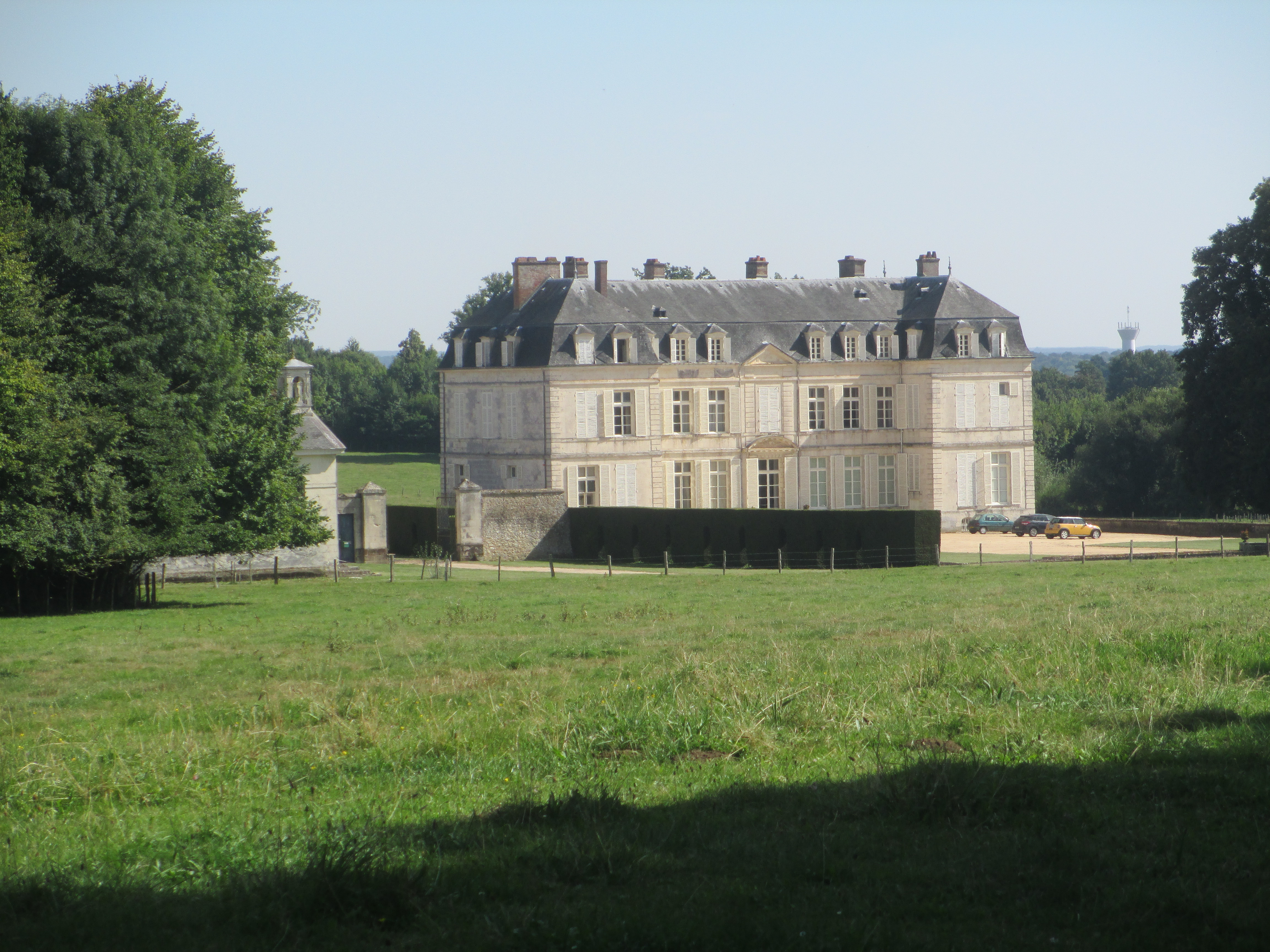
Schloss Voré
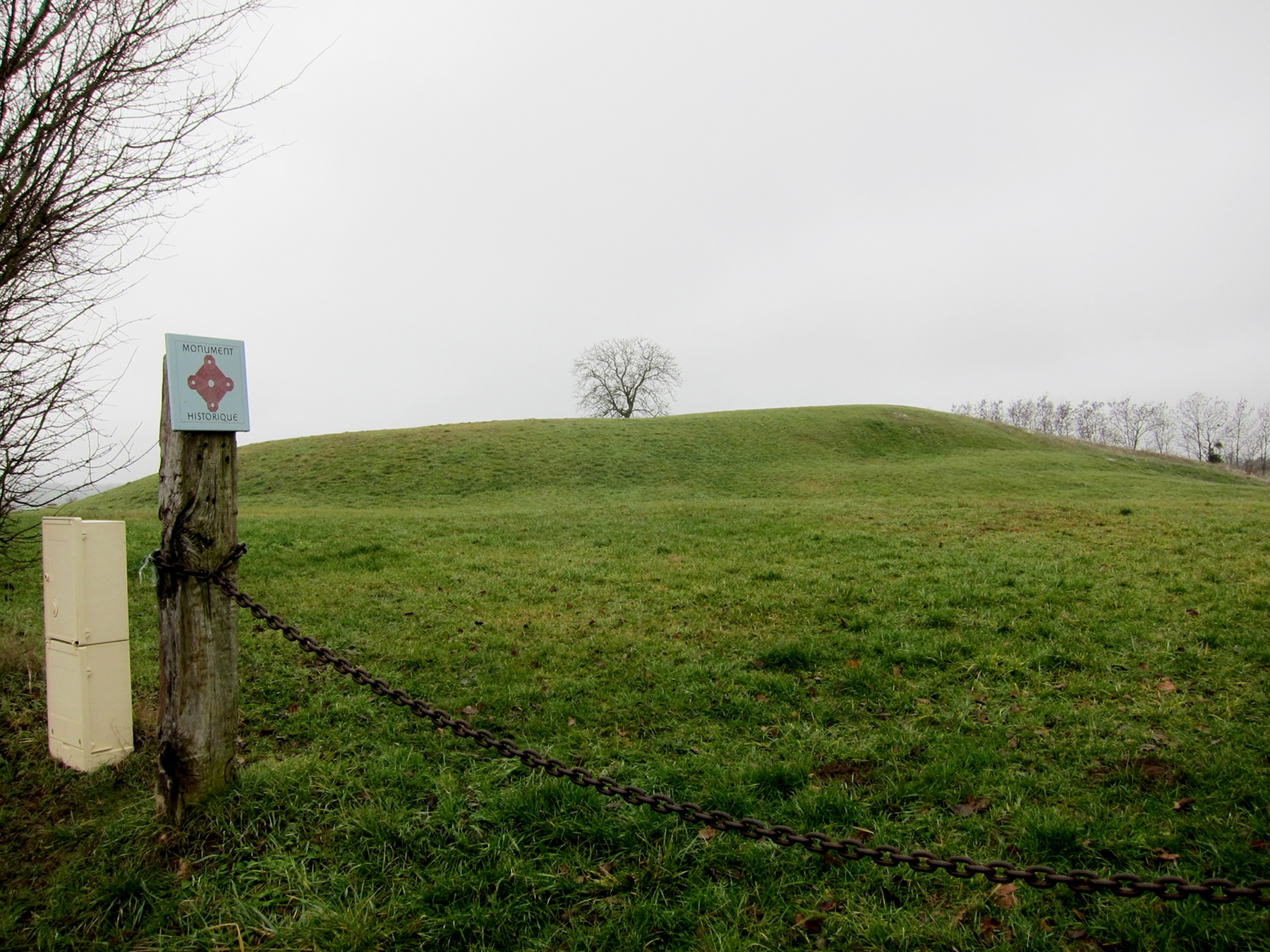
Wallburg von Le Châtellier
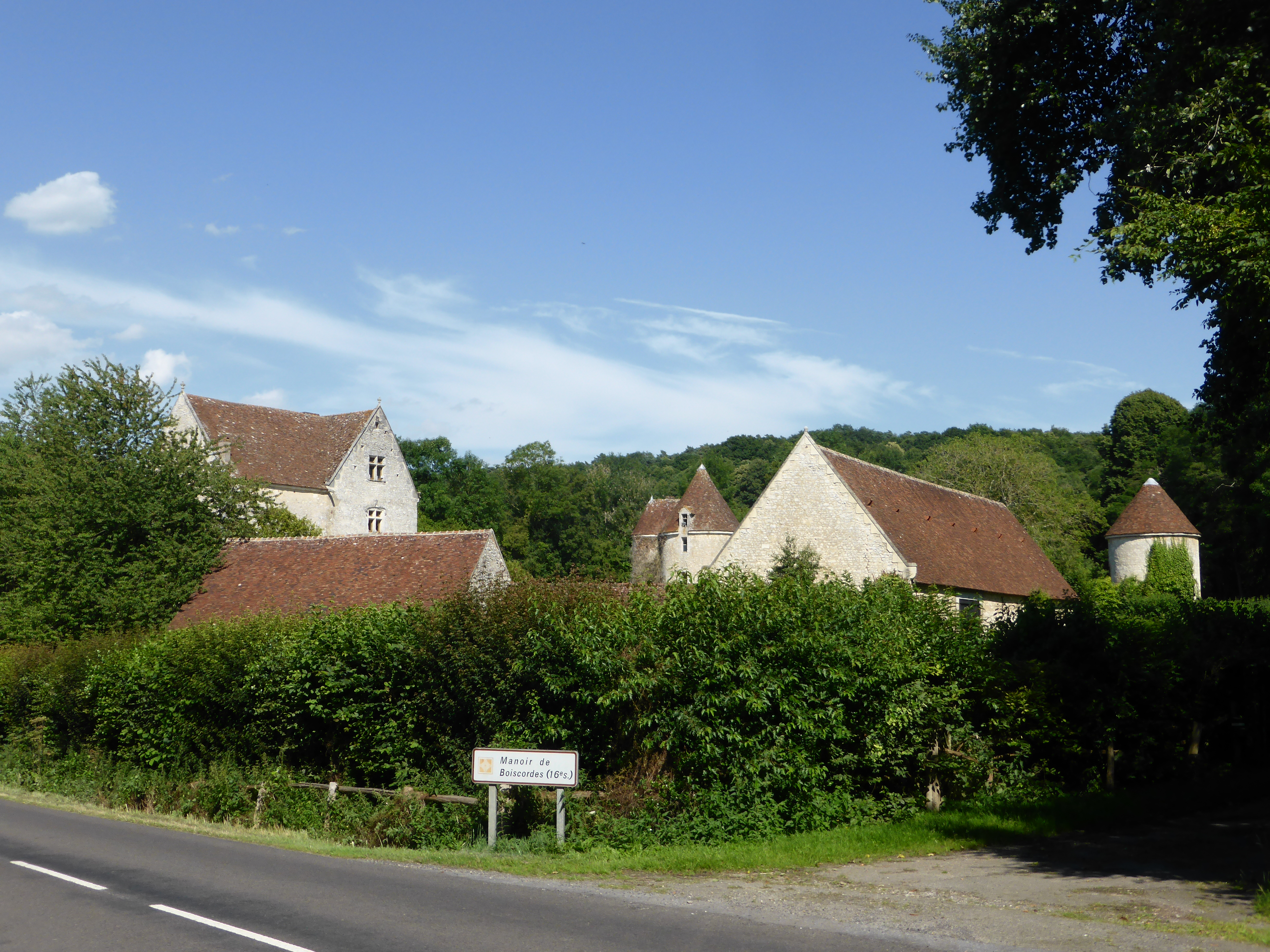
Herrenhaus von Boiscordes

- Herrenhäuser

- Schloss Voré
- Wallburg von Le Châtellier
- Herrenhaus von Boiscordes

## Partnerschaften
Mit den britischen Gemeinden Castle Cary und Ansford in der Grafschaft Somerset (England) bestehen Partnerschaften.

## Persönlichkeiten
- Pierre-François Jumeau (1811–1895), Puppenfabrikant